# Expo Wise As
Expo Wise As, född 5 mars 2020, är en italiensk varmblodig travhäst som tränas och körs av Alessandro Gocciadoro.
Elton Wise började tävla 2022 och inledde med seger för att därefter galoppera i tre raka starter, men efter dom tre galopperna har han tagit sju raka segrar. Han har hittills sprungit 5 032 742 kr på 14 starter, varav 10 segrar. Karriärens hittills största segrar har kommit i Derby italiano di trotto (2023), Gran Premio Orsi Mangelli (2023) och Långa E3 (2023).

## Statistik
| Statistik för Expo Wise As (Ref.) | Statistik för Expo Wise As (Ref.) | Statistik för Expo Wise As (Ref.) | Statistik för Expo Wise As (Ref.) | Statistik för Expo Wise As (Ref.) | Statistik för Expo Wise As (Ref.) |
| --------------------------------- | --------------------------------- | --------------------------------- | --------------------------------- | --------------------------------- | --------------------------------- |
| Starter                           | Placeringar                       | Startprissumma                    | Segerprocent                      | Platsprocent                      | Rekord                            |
| 14                                | 10-0-0                            | 5 032 742 kr                      | 71 %                              | 71 %                              | 1.12,1ak,                         |

### Större segrar
| År   | Lopp                      | Kusk                  | Vinstbelopp   | Grupp   |
| ---- | ------------------------- | --------------------- | ------------- | ------- |
| 2023 | Långa E3                  | Alessandro Gocciadoro | 1 000 000 SEK | Grupp 1 |
| 2023 | Derby italiano di trotto  | Alessandro Gocciadoro | 350 000 EUR   | Grupp 1 |
| 2023 | Gran Premio Orsi Mangelli | Alessandro Gocciadoro | 90 000 EUR    | Grupp 1 |